# Blackburne (motorfiets)
Blackburne is een Brits historisch merk van motorfietsen en inbouwmotoren.

De bedrijfsnaam was: Burney & Blackburne, Berkhamstead, later Tongham (Surrey) en Bookham (Surrey) (1908-1925).

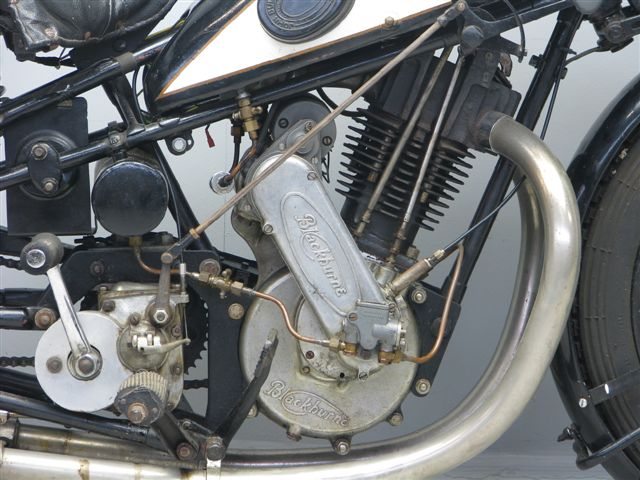
Blackburne 500 cc kopklepper uit 1928 als inbouwmotor in een Cotton

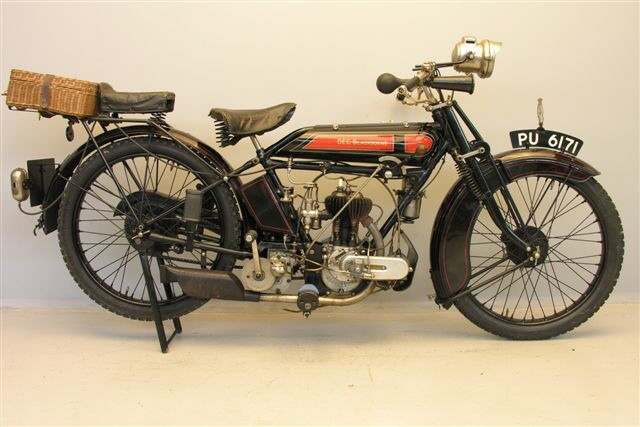
OEC-Blackburne 350 cc uit 1925

## Geschiedenis
Het merk werd in 1908 samen met een zekere Majoor Blackburne opgericht, maar de technische ontwerpen kwamen van de broers Cecil en Alick Burney die eerst samen met vliegtuigconstructeur Geoffrey de Havilland motorfietsen hadden gemaakt. Ze kochten de rechten van de De Havilland-motor, die in de eerste jaren ook zo bleef heten. Uiteindelijk gingen de broers snel zelf nieuwe motoren ontwikkelen, waarmee de Blackburne-motorfietsen werden uitgerust. In 1913 kwamen de eerste complete Blackburne-motorfietsen op de markt. Ze hadden een 499cc- 5pk-zijklepmotor met een groot buitenliggend vliegwiel en een uit één stuk gesmede krukas. Door het grote vliegwiel was het een van de soepelste motoren op de markt. De machine had nog riemaandrijving, maar ook drie versnellingen door een naafversnelling in het achterwiel. Er was een Saxon-voorvork gemonteerd. Aan het einde van dit jaar verhuisde het bedrijf van Berkhamstead naar Tongham.
In 1914/1915 werd een Sturmey-Archer drieversnellingsbak gemonteerd en de machine kreeg dan ook een chain-cum-belt aanrijving. De voorvork werd vervangen door een exemplaar van Druid. Er kwam ook een TT-model zonder versnellingen. In 1916 werd een 3½pk-model toegevoegd.
Na de Eerste Wereldoorlog werd de motorfietsenproductie naar de OEC-fabriek in Gosport overgeheveld. In 1919 waren er drie modellen leverbaar: Het 3½pk-model uit 1916 werd nu opgegeven voor 4 pk en had volledige kettingaandrijving, terwijl er twee nieuwe modellen verschenen: een 2¾pk-eencilinder met twee versnellingen en een 8pk-V-twin. In 1921 waren alleen de 4- en 8pk-modellen leverbaar en in 1922 alleen de zware V-twin. Omdat de rechten intussen ook in handen van OEC waren gekomen werd deze machine nu als "OEC-Blackburne" verkocht. Er volgden toch nog verschillende een- en tweecilinders onder deze naam, maar de productie werd rond 1925 beëindigd. De gebroeders Burney begonnen hun eigen fabriek: Burney.

### Blackburne inbouwmotoren
De Blackburne-motorblokken werden echter nog tot in de jaren dertig als inbouwmotor gemaakt en waren als zodanig bijzonder populair bij merken in heel Europa.

#### Verenigd Koninkrijk
AEL (Coventry), Ajax (Coventry), AJW (Bournemouth), Ariel (Birmingham), Armis (Birmingham), Banshee (Hull), Baron (Birmingham), Baughan (Stroud), Bayliss-Thomas (Coventry), Beaumont (Leeds), Bown (Birmingham), British Standard (Birmingham), Calthorpe (Birmingham), Campion (Nottingham), Carfield (Smethwick), CC (Blackpool), Cedos (Northampton), Chater Lea (Londen), Cleveland (Middlesbrough), Comery (Nottingham), Connaught (Birmingham), Cotton (Gloucester), Coulson-B (Londen), Coventry Mascot (Coventry), Coventry-Eagle (Coventry), Dalton (Manchester), Dayton (Londen), Defy-All (Stalybridge), DOT (Manchester), Edmund (Chester), Excelsior (Coventry), FES (Londen), Francis-Barnett (Coventry), Glendale (Wooler), Gough, Grigg (Twickenham), Hansan (Birmingham), Hawker (Kingston-on-Thames), HB (Wolverhampton), Henley (Birmingham), Hobart (Coventry), Hoskison (Digbeth), Hyde, JES (Gloucester), Lethbridge (Birmingham), Marloe (Birmingham), Mars (Coventry), Martinshaw (Teddington), Massey-Arran (Birmingham), Matador (Deppdale), McEvoy (Derby), Metro-Tyler (Londen), Ner-A-Car (Kingston-on-Thames), New Gerrard (Edinburgh), New Scale (Droylsden), Nickson (Preston), Norbreck (Wellingborough), OEC (Gosport), OK (birmingham), Olivos (Londen), Olympic (Wolverhampton), Omega (Coventry), Orbit (Wolverhampton), Oscar (Blackburn), Pax (Birmingham), Pearson & Sopwith (Worthing), Planet (Birmingham), Powell (Wrexham), Rex (Coventry), Rockson (Cradley), Russell (Derby), Saltley (Birmingham), Sheffield-Henderson (Sheffield), Silver Prince (Birmingham), Sirrah (Birmingham), Southey (Berkhamstead), Sun (Birmingham), Supremoco (Manchester), Verus (Birmingham), Victoria (Glasgow), Vincent-HRD (Stevenage), Watney (Lydney), Waverley (Birmingham), Weatherell (Londen), Wheatcroft (Coventry), Wilkon (Sheffield), Wolf (Wolverhampton).

#### Duitsland
Alge (Knauthain), Allright (Keulen), Andrees (Düsseldorf), Apex (Keulen), Astra (München), Atlantis (Kiel), AWD (Düsseldorf), Beresa (Beckum), Boge (Bielefeld), Bücker (Oberursel), Eber (Ebersbach), Esch-Rekord (Keulen), FB (Breslau), Freco (Hannover), Frischauf (Frankfurt am Main), Fubo (Stuttgart), Göricke (Bielefeld), Henkel (Mäbendorf), Herbi (Bad Liebwerda), Imperia (Keulen), Indus (Berlijn), KSB (Bautzen), Luwe (Freiburg), Mammut (Neurenberg), MF (Neurenberg), Neko (Breslau), Norwed (Hannover), Original-Krieger (Suhl), Propul (Keulen), PSW (Wandsbeck), Rennsteig (Suhl), Sieg (Dahlbruch), SMW (Stockdorf), UT (Stuttgart), Vollblut (Stuttgart), Wikro (Keulen), WMR (Rottenburg), Württembergia (Berlijn), Ziejanü (Neurenberg).

#### Frankrijk
Atlantic (Aix-en-Provence), Automoto (Saint Étienne), DFR (Neuilly-sur-Seine), Follis (Lyon), Magnat-Debon (Lyon), Motobécane (Pantin), New Map (Lyon), Pierton (Courbevoie), Ravat (Saint Étienne), Royal, Styl'Son (Saint Étienne), Tavernier (Parijs), Terrot (Beaulieu-Valentigney), Triomphus (Lons-le-Saunier).

#### Italië
Alfa (Udine), Atala (Milaan), Baudo (Turijn), Beccaria (Mondovi), BSU, Cima (Turijn), Comfort (Milaan), CRT (Treveso), GA (Milaan), Galloni (Milaan), Ganna (Varese), Garanzini (Milaan), Junior (Livorno), Linx (Turijn), Maffeis (Milaan), MGF (Milaan), Molaroni (Pesaro), Nagas & Ray (Milaan), Reiter (Turijn), Stella (Milaan), Stucchi (Milaan), Taura (Turijn), Vaga (Milaan).

#### België
Barbé (Herstal), Bovy (Luik), Fondu (Vilvoorde), Lady (Antwerpen), PA (Herstal), Ready (Kortrijk), Rush (Brussel).

#### Hongarije
Méray, Nova (Budapest)

#### Oostenrijk
Austro Motorette (Puntigam bei Graz), MT (Wenen).

#### Zweden
Esse (Varberg), SOK (Norrköping).

#### Nederland
Burgers-ENR (Deventer)

#### Australië
Victor-Blackburne (Adelaide).